# Karsee (Wangen im Allgäu)
Karsee ist einer von sechs Teilorten der Großen Kreisstadt Wangen im Allgäu im Landkreis Ravensburg in Baden-Württemberg. Der Ort liegt etwa sechs Kilometer nördlich des Hauptortes Wangen.

## Geschichte

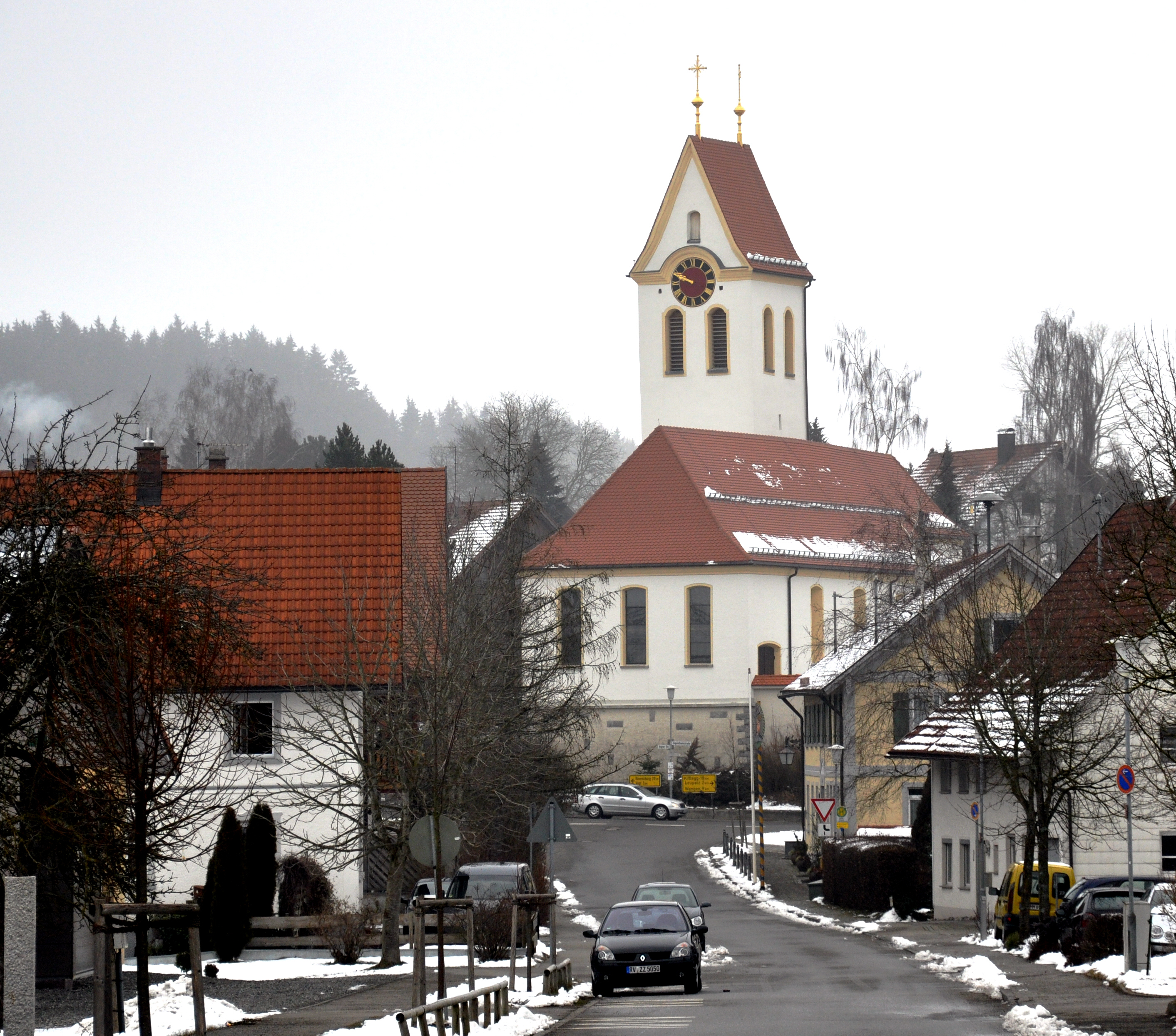
Pfarrkirche St. Kilian

Karsee wurde 1275 als Carse erstmals erwähnt. 1289 kaufte das Kloster Weingarten Güter in Karsee, die seinerzeit Lehen von Graf Rudolf von Montfort waren. Das Kloster bildete dort ein Amt Karsee und besaß die Niedere Gerichtsbarkeit. Die Hohe Gerichtsbarkeit lag bei der Landvogtei Schwaben. 1802 kam das Amt Karsee mit Weingarten an Nassau-Oranien und 1806 an württembergische Oberhoheit. 1952 wurde aus Teilen der Gemeinde Vogt (mit dem Pfarrweiler Karsee) und der Gemeinde Amtzell (Teile der früheren Gemeinde Eggenreute) die Gemeinde Karsee gebildet. Karsee wurde am 1. Mai 1972 im Rahmen der Gemeindereform in Baden-Württemberg in die Stadt Wangen im Allgäu eingegliedert.

## Sohn des Ortes
- Fridolin Stier (1902–1981), Bibelübersetzer